# Fareed Zakaria
Fareed Rafiq Zakaria, född 20 januari 1964 i Bombay, är en indisk-amerikansk journalist och författare. Från och med år 2000 var han kolumnist för Newsweek och redaktör för den internationella upplagan av samma tidning. 2010 blev han Editor-at-large för Time. Han leder också programmet Fareed Zakaria GPS på CNN.
Zakaria har själv identifierat sig som en "centrist" i politiken, även om han ibland har beskrivits som liberal, konservativ och moderat. Han stödde Barack Obama som presidentkandidat och 2009 beskrev Forbes Zakaria som en av de 25 mest inflytelserika liberalerna i amerikansk media.
Bland Zakarias böcker finns The Future of Freedom och The Post-American World. I den första argumenterar han för att det vi i väst ser som demokrati faktiskt är "liberal demokrati", d.v.s. en kombination av liberal konstitutionalism och politik som bygger på deltagande. Skyddet av frihet och lagstyre (Rule of law) föregick allmän rösträtt med flera århundraden i västeuropa, vilket enligt Zakaria innebär att länder som helt enkelt försöker genomföra val utan att dessa tidigare förutsättningar finns slutar med att skapa "oliberala" demokratier, som till exempel Putins Ryssland.
2015 gavs han senaste bok ut, In Defense of a Liberal Education, där han, såsom titeln antyder, försvarar liberal education.